# Gewone babbelaar
De gewone babbelaar (Argya caudata synoniem:Turdoides caudata) is een zangvogel uit de familie van de Leiothrichidae. Het is een vogel die voorkomt in droge gebieden op het Indische Subcontinent. Deze soort is nauw verwant aan de Afghaanse babbelaar (T. huttoni) die ook wel als een ondersoort wordt beschouwd, onder andere door BirdLife International.

## Kenmerken
De gewone babbelaar heeft een lengte van gemiddeld 23 cm. Het is een van boven bruingeel tot grijs gekleurde vogel met donkere strepen. Van onder is de vogel ongestreept en veel lichter van kleur; de keel is bijna wit.

## Leefwijze
De vogel trekt vaak rond in groepjes van zes tot twintig individuen.Ze foerageren in laag struikgewas of hippend over de grond.

## Verspreiding en leefgebied
De gewone babbelaar  komt voor het oosten van Pakistan, India, Nepal en Bangladesh. De vogel komt voor in open, droge landschappen met laag struikgewas.
De soort telt twee ondersoorten:
- A. c. caudata: oostelijk Pakistan, India en westelijk Bangladesh.
- A. c. eclipes: centraal en noordelijk Pakistan, noordwestelijk India.

## Status
De gewone babbelaar (en de Afghaanse babbelaar) heeft een groot verspreidingsgebied en daardoor alleen al is de kans op uitsterven gering. De grootte van de populatie is niet gekwantificeerd. In een groot deel van het verspreidingsgebied is het een vrij algemene vogel. Om deze redenen staat deze babbelaar als niet bedreigd op de Rode Lijst van de IUCN.